# Hotel Florida
El Hotel Florida fue un antiguo edificio ya desaparecido que estuvo situado en el ala sur de la Plaza de Callao de Madrid, construido entre 1922 y 1924. El edificio era obra de Antonio Palacios, y fue el establecimiento que alojó a la mayoría de los corresponsales extranjeros destacados en Madrid durante la guerra civil española (1936-1939). En 1964 fue derribado para construir los grandes almacenes Galerías Preciados. 

## Historia
El arquitecto Antonio Palacios proyectó y construyó el hotel sobre un solar en la Plaza de Callao por encargo de Velasco Florida, en la semiesquina con la Gran Vía (por entonces, en construcción), siendo inaugurado el 1 de febrero de 1924. Toda la fachada del edificio era de mármol. El edificio fue derribado en 1964 y sobre su solar se construyeron unos grandes almacenes que, en principio, pertenecieron a Galerías Preciados y, después, tras la quiebra de esta cadena, a El Corte Inglés.

### Hotel de los corresponsales
El hotel, de 200 habitaciones y todas ellas con cuarto de baño, alcanzó fama durante la guerra civil española, cuando se convirtió en residencia de corresponsales, escritores e intelectuales extranjeros destacados en Madrid durante su asedio. Mijaíl Koltsov, del Pravda; Geoffrey Cox, del News Chronicle; Henry Buckley, de The Daily Telegraph; el polaco Ksawery Pruszynski, de la revista Wiadomości Literackie y Herbert L. Matthews, de The New York Times fueron algunos de los miembros de esta comunidad, que también se reunía en la vecina sede de Telefónica y en el Hotel Gran Vía (junto al bar Chicote). Más tarde, el hotel se convirtió en el alojamiento en Madrid de Ernest Hemingway y de la que entonces era su amante (y después se convertiría en su tercera mujer), Martha Gellhorn. Enviada por la revista Collier's (una publicación femenina estadounidense), Gellhorn habría de escribir en el Florida algunas de las mejores crónicas sobre la vida cotidiana en el Madrid sitiado. El edificio fue alcanzado durante este periodo bélico por al menos una treintena de proyectiles.
John Dos Passos pasó también por el Florida e inmortalizó su estancia en un artículo llamado Habitación con baño en el Hotel Florida, publicado por la revista Esquire en enero de 1938: «Por todas partes se abren de repente las puertas de los balcones que rodean la fuente acristalada. Hombres y mujeres a medio vestir huyen precipitadamente de las habitaciones del frente, arrastrando maletas y colchones hacia las habitaciones traseras. Un camarero con el cabello ondulado sale una y otra vez de varias puertas distintas, siempre rodeando con el brazo a diferentes chicas que ríen o lloriquean. Gran exhibición de peinados y lencería. Abajo, los corresponsales se mueven por allí adormilados», escribió Dos Passos tras una mañana de bombardeos.
El último de esos corresponsales de guerra hospedados en el Florida fue O. D. Gallagher, el enviado del Daily Express londinense, del que se dice que fue el único extranjero que esperó a las tropas franquistas en Madrid. Según él mismo contó, los soldados rebeldes que lo encontraron en el edificio de Telefónica, tratando de transmitir una crónica, estuvieron a punto de fusilarlo. En su comedor de gala se celebraron numerosos homenajes, siendo el primero el que se hizo al periodista Eduardo Palacio Valdés a los pocos días de la inauguración del hotel.

## Hotel en la cultura popular
La desaparición del Hotel en los años sesenta permite que aparezca en algunas películas anteriores al derribo, una de las últimas apariciones en el cine corresponden a la película El día de los enamorados de Fernando Palacios realizada en 1959. 

### Homenajes
En 2006, el Instituto Cervantes y la Fundación Pablo Iglesias inauguraron una exposición en Nueva York llamada Corresponsales en la Guerra de España en la que se recuperaban los trabajos y las aventuras de muchos de los habitantes del Florida. La recepción y el salón principal del hotel Florida fueron reproducidos en la antigua estación de tren de Oakland, California, para el rodaje de la película de HBO Hemingway & Gellhorn.
En la novela de Ernest Hemingway “Por quien doblan las campanas”, el personaje principal, Robert Jordan piensa en volver a Madrid unos días, quedarse en el Hotel Florida y tomarse una ducha caliente”.